# Course en ligne féminine de cyclisme sur route aux Jeux olympiques d'été de 2004
Navigation
Sydney 2000 Pékin 2008
La course en ligne féminine de cyclisme sur route, épreuve de cyclisme des Jeux olympiques d'été de 2004, a lieu le 15 août 2004 dans les rues d'Athènes. Cette course faisait neuf tours du circuit pour une distance de 118,8 km.

## Déroulement de la course
Le peloton éclate dans l'avant-dernier tour. Un petit groupe, composé de plusieurs favorites et de deux cyclistes australiennes, Sara Carrigan et Oenone Wood, s'échappe. Quand Carrigan s'échappe de ce groupe dans le tour final, seule Judith Arndt la prend en chasse. Les deux coureuses restent en tête jusqu'à l'arrivée, où Carrigan bat Arndt au sprint. La sprinteuse Olga Slyusareva remporte la médaille de bronze devant Wood et Nicole Cooke, qui a au beaucoup de peine à revenir dans ce groupe après avoir chuté dans une barrière lors du dernier tour. La championne olympique en titre, Leontien Zijlaard-van Moorsel a abandonné après avoir chuté dans l'avant-dernier tour.

## Médaillées
| Or            | Argent       | Bronze          |
| Sara Carrigan | Judith Arndt | Olga Slyusareva |

## Résultats

### Course (15 août)
| Rang               | Coureur                | Pays             | Temps           |
| ------------------ | ---------------------- | ---------------- | --------------- |
| Médaille d'or      | Sara Carrigan          | Australie        | 3 h 24 min 24 s |
| Médaille d'argent  | Judith Arndt           | Allemagne        | 3 h 24 min 31 s |
| Médaille de bronze | Olga Slyusareva        | Russie           | 3 h 25 min 03 s |
| 4                  | Oenone Wood            | Australie        | 3 h 25 min 03 s |
| 5                  | Nicole Cooke           | Royaume-Uni      | 3 h 25 min 03 s |
| 6                  | Mirjam Melchers        | Pays-Bas         | 3 h 25 min 06 s |
| 7                  | Joane Somarriba        | Espagne          | 3 h 25 min 06 s |
| 8                  | Kristin Armstrong      | États-Unis       | 3 h 25 min 06 s |
| 9                  | Edita Pučinskaitė      | Lituanie         | 3 h 25 min 10 s |
| 10                 | Jeannie Longo-Ciprelli | France           | 3 h 25 min 23 s |
| 11                 | Susan Palmer-Komar     | Canada           | 3 h 25 min 37 s |
| 12                 | Olivia Gollan          | Australie        | 3 h 25 min 42 s |
| 13                 | Noemi Cantele          | Italie           | 3 h 25 min 42 s |
| 14                 | Anita Valen            | Norvège          | 3 h 25 min 42 s |
| 15                 | Christine Thorburn     | États-Unis       | 3 h 25 min 42 s |
| 16                 | Deirdre Demet-Barry    | États-Unis       | 3 h 25 min 42 s |
| 17                 | Joanne Kiesanowski     | Nouvelle-Zélande | 3 h 25 min 42 s |
| 18                 | Priska Doppmann        | Suisse           | 3 h 25 min 42 s |
| 19                 | Zinaida Stahurskaya    | Biélorussie      | 3 h 25 min 42 s |
| 20                 | Miho Oki               | Japon            | 3 h 25 min 42 s |
| 21                 | Sharon Vandromme       | Belgique         | 3 h 25 min 42 s |
| 22                 | Rachel Heal            | Royaume-Uni      | 3 h 25 min 42 s |
| 23                 | Iryna Chuzhynova       | Ukraine          | 3 h 25 min 42 s |
| 24                 | Christiane Soeder      | Autriche         | 3 h 25 min 42 s |
| 25                 | Trixi Worrack          | Allemagne        | 3 h 25 min 42 s |
| 26                 | Tatiana Guderzo        | Italie           | 3 h 25 min 42 s |
| 27                 | Malgorzata Wysocka     | Pologne          | 3 h 25 min 42 s |
| 28                 | Barbara Heeb           | Suisse           | 3 h 25 min 42 s |
| 29                 | Rasa Polikevičiūtė     | Lituanie         | 3 h 25 min 42 s |
| 30                 | Manon Jutras           | Canada           | 3 h 25 min 42 s |
| 31                 | Jolanta Polikevičiūtė  | Lituanie         | 3 h 25 min 42 s |
| 32                 | Edwige Pitel           | France           | 3 h 28 min 39 s |
| 33                 | Susanne Ljungskog      | Suède            | 3 h 28 min 39 s |

| Rang | Coureur                  | Pays             | Temps           |
| ---- | ------------------------ | ---------------- | --------------- |
| 34   | Eneritz Iturriaga Mazaga | Espagne          | 3 h 28 min 39 s |
| 35   | Evelyn García            | Salvador         | 3 h 28 min 39 s |
| 36   | Nataliya Kachalka        | Ukraine          | 3 h 28 min 39 s |
| 37   | Giorgia Bronzini         | Italie           | 3 h 28 min 39 s |
| 38   | Nicole Brändli           | Suisse           | 3 h 28 min 39 s |
| 39   | Zulfiya Zabirova         | Russie           | 3 h 28 min 39 s |
| 40   | Sonia Huguet             | France           | 3 h 30 min 30 s |
| 41   | Miyoko Karami            | Japon            | 3 h 30 min 30 s |
| 42   | Bogumiła Matusiak        | Pologne          | 3 h 31 min 55 s |
| 43   | Valentyna Karpenko       | Ukraine          | 3 h 33 min 35 s |
| 44   | Zhang Yunjuan            | Chine            | 3 h 33 min 35 s |
| 45   | Volha Hayeva             | Biélorussie      | 3 h 33 min 35 s |
| 46   | Belem Guerrero Mendez    | Mexique          | 3 h 33 min 35 s |
| 47   | Zhang Junying            | Chine            | 3 h 33 min 35 s |
| 48   | Lene Byberg              | Norvège          | 3 h 33 min 35 s |
| 49   | Madeleine Lindberg       | Suède            | 3 h 33 min 35 s |
| 50   | Maria Dolores Molina     | Guatemala        | 3 h 40 min 43 s |
| 51   | Han Songhee              | Corée du Sud     | 3 h 40 min 43 s |
| 52   | Martina Ruzickova        | Tchéquie         | 3 h 40 min 43 s |
| 53   | Linn Torp                | Norvège          | 3 h 40 min 43 s |
| 54   | Janildes Fernandes Silva | Brésil           | 3 h 40 min 43 s |
| 55   | Anriette Schoeman        | Afrique du Sud   | 3 h 40 min 43 s |
| 56   | Michelle Hyland          | Nouvelle-Zélande | 3 h 40 min 43 s |
|      | Angela Brodtka           | Allemagne        | abandon         |
|      | Svetlana Boubnenkova     | Russie           | abandon         |
|      | Dori Ruano Sanchon       | Espagne          | abandon         |
|      | Anouska van der Zee      | Pays-Bas         | abandon         |
|      | Lyne Bessette            | Canada           | abandon         |
|      | Leontien van Moorsel     | Pays-Bas         | abandon         |
|      | Camilla Larsson          | Suède            | abandon         |
|      | Sara Symington           | Royaume-Uni      | abandon         |
|      | Melissa Holt             | Nouvelle-Zélande | abandon         |
|      | Lada Kozlíková           | Tchéquie         | abandon         |
|      | Maaris Meier             | Estonie          | abandon         |

## Sources
- (en) Cet article est partiellement ou en totalité issu de l’article de Wikipédia en anglais intitulé « Cycling at the 2004 Summer Olympics – Women's road race » (voir la liste des auteurs).